# سايمور فاغان
سايمور فاغان (بالإنجليزية: Seymour Fagan) هو منافس ألعاب قوى جامايكي، ولد في 30 ديسمبر 1967 في Old Harbour Bay, Jamaica ‏ في جامايكا.

## وصلات خارجية
- سايمور فاغان على موقع الاتحاد الدولي لألعاب القوى (الإنجليزية)